# Tự thú trước bình minh
Tự thú trước bình minh là một bộ phim tâm lý xã hội, khai thác đề tài cuộc chiến tranh Việt Nam của đạo diễn Phạm Kỳ Nam, ra mắt lần đầu năm 1979.

## Nội dung
Truyện phim xoay quanh những biến động lớn nhỏ của thời cuộc và trong mỗi gia đình vào tháng 4 năm 1975, trước ngày đất nước hoàn toàn thống nhất. Với bối cảnh một thành phố miền Trung, vào thời điểm sát ngày giải phóng, bộ phim kể lại cho người xem cuộc tháo chạy hoảng loạn của quân tướng chế độ cũ và sự đổ vỡ, thất vọng trong từng con người khi những gì họ tưởng là vàng son đẹp đẽ bỗng nhiên sụp đổ tan tành.

## Diễn viên
- NSƯT Lê Vân... Thư
- NSND Thế Anh... Vĩnh Quán
- Mai Trần Nguyễn... Thanh
- Văn Hòa... Thanh tra Ngọc
- NSND Trần Tiến... Mạnh Viên
- Kim Thanh... Hòa
- NSND Trịnh Thịnh... Giáo sư
- NSND Đào Bá Sơn... James
- Huỳnh Đắc Kiềm... Bác Tánh
- Lê Tiến Dũng... Nghĩa

## Ê-kíp
- Âm nhạc: Tô Hải

## Trong đời thường
Tên gọi của bộ phim này cũng trở thành một câu bông đùa đời thường "tự thú trước bình minh" để trêu đùa việc một ai đó phải tự khai ra "sự thật" về chuyện gì đó trước một người khác khi đến trước thời điểm nào đó, khi mà việc này người ta đã biết tỏng rồi. Ví dụ như bạn bè, đồng nghiệp hay trêu đùa một ông chồng phải "tự thú trước bình minh" với bà vợ vì hôm qua đã đi uống cà phê với một cô nào đó.